# Zyen Jones
Zyen Thyfearious Jones (ur. 25 sierpnia 2000 w Clarkston) – amerykański piłkarz występujący na pozycji skrzydłowego lub napastnika, od 2024 roku zawodnik słowackiego FC Košice.